# Heinrich Marschner
Heinrich August Marschner (Zittau, 16 d'agost de 1795 – Hannover, 14 de desembre de 1861) fou un compositor alemany del Romanticisme.
El 1813 passà a Leipzig per estudiar Dret, però després abandonà aquests estudis per dedicar-se al piano i a la composició, on es formà sota la direcció de Schicht. El 1816 es traslladà a Viena, i assolí una feina de professor de música particular a Presburg, on va compondre les seves primeres òperes Der Kiffhäuserberg i Saida (no executades). La tercera Heinrich IV und Aubigné l'envià a Weber a Dresden, el qual la posà en escena i assolí l'acceptació del públic. El 1822 anà a viure a aquesta ciutat, on en els anys següents desenvolupà el càrrec de director musical en l'Òpera de la cort.
No havent assolit succeir a Weber com ardentment desitjava, passà a Leipzig en qualitat de director d'orquestra de teatre i allà va fer representar les òperes Der Vampyr (1828), Die Templer und die Jüdin (imitant l'Ivanhoe de Walter Scott, 1829). El 1831 fou cridat com a director d'orquestra a Hannover, on produí la seva més cèlebre obra, Hans Heiling (1833). El 1859 fou pensionat amb el títol de director general de música.
La principal importància de Marschner està en les seves òperes, en les que hi trobà la seva primera continuació el romanticisme de Weber. Encara que Marschner té un temperament menys delicat que Weber, la seva música està verdaderament plena de moments efectius, però sempre molt sostinguts, i només les seves tres últimes obres citades han pogut conservar-se, mentre que les altres òperes, Der Holsdieb (1825), Lucrecia (1826); Des Falkners Braut (1832), Der Babu (1837), Das Schloss am Aetna (1838), Adolf von Nassau (1843), i Austin (1851), resten oblidades.
A més, va escriure la música de Prinz Friedrich von Homburg de Kleist, Schón Etla de Kind, Ali-Baba de Hall, i moltes altres peces. Una òpera que es va trobar després de la seva mort, Hjarne, fou cantada el 1861 a Frankfurt. Tampoc assoliren interessar gaire temps altres peces de música particular compostes per Marschner i tan sols s'escolten amb gust alguns cors d'homes (Zigeunerleben). El 1877 a Hannover se li aixecà una estàtua obra de l'escultor Hartzer.